# Косарщина
Косарщина (укр. Косарщина) — село в Бродовской городской общине Золочевского района Львовской области Украины.
Население по переписи 2001 года составляло 76 человек. Занимает площадь 0,542 км². Почтовый индекс — 80640. Телефонный код — 3266.